# Stojan Vranješ
Stojan Vranješ (Banja Luka, 11 oktober 1986) is een Bosnisch voetballer die bij voorkeur als middenvelder speelt. Ook zijn broer Ognjen Vranješ is voetballer.
Hij begon bij Borac Banja Luka en speelde vervolgens in Roemenië. In februari 2014 verruilde hij FK Vojvodina voor Lechia Gdańsk en sinds medio 2015 speelde hij voor Legia Warschau. Daar kwam hij in het seizoen 2016/17 niet meer aan bod en op 5 december 2016 werd zijn tot medio 2018 doorlopende contract ontbonden. In januari 2017 ging hij voor Piast Gliwice spelen. Een jaar later verliet hij de club.
Vranješ debuteerde op 1 juni 2009 in het Bosnisch voetbalelftal. In de 76e minuut mocht hij Elmir Kuduzović vervangen tijdens een oefeninterland tegen Oezbekistan.

## Erelijst
Legia Warschau
- Ekstraklasa

2015/16
- Puchar Polski

2015/16